# Uakitita
La uakitita és un mineral de la classe dels elements natius que pertany al grup de l'osbornita. Rep el nom del meteorit metàl·lic Uakit, on va ser trobat.

## Característiques
La uakitita és un nitrur de fórmula química VN, sent el primer nitrur de vanadi descobert a la natura. Va ser aprovada com a espècie vàlida per l'Associació Mineralògica Internacional l'any 2018, sent publicada per primera vegada el 2020. Cristal·litza en el sistema isomètric. La seva duresa a l'escala de Mohs es troba entre 9 i 10, sent un mineral molt dur.
Les mostres que van servir per a determinar l'espècie, el que es coneix com a material tipus, es troben conservats a les col·leccions de meteorits del Museu Geològic de Sibèria Central, a Novosibirsk, i al museu del Centre Científic de Buriàtia, tots dos indrets a Rússia.

## Formació i jaciments
Va ser descoberta al meteorit metàl·lic Uakit, un meteorit de gairebé 4 quilograms recollit l'estiu de 2015 al districte de Baunt, a Buriàtia (Krai de Zabaikàlie, Rússia). Es tracta de l'únic indret de tot el planeta on ha estat descrita aquesta espècie mineral.